# American Son
American Son es el tercer álbum de estudio del músico estadounidense Levon Helm, publicado por el sello discográfico MCA Records en 1980.

## Trasfondo
Helm interpretó el papel de padre de Loretta Lynn en la película de 1980 Coal Miner's Daughter y contribuyó a la banda sonora del filme grabando una versión de la canción de Bill Monroe "Blue Moon of Kentucky". Las sesiones de grabación se prolongaron, y el productor Fred Carter, Jr. decidió grabar varias canciones más. Usando una banda de músicos de sesión veteranos de Nashville, Carter y Helm grabaron en torno a 20 temas durante dos semanas, de las cuales la mitad acabaron por publicarse en American Son.

## Lista de canciones
1. "Watermelon Time in Georgia" (Harlan Howard) – 3:53
2. "Dance Me Down Easy" (Larry Henley, Billy Burnette) – 2:51
3. "Violet Eyes" (Tom Kimmel) – 3:10
4. "Stay With Me" (Fred Carter) – 3:03
5. "America's Farm" (Ronnie Rogers) – 3:09
6. "Hurricane" (Keith Stegall, Stewart Harris, Thom Schuyler) – 4:04
7. "China Girl" (Joe New, Jeff Silbar) – 3:19
8. "Nashville Wimmin" (Harland Howard) – 4:13
9. "Blue House of Broken Hearts" (Bill Martin, Todd Cerney) – 3:29
10. "Sweet Peach Georgia Wine" (Ronnie Reynolds) – 3:51

## Personal
- Levon Helm: voz, batería, armónica y coros
- Jerry Shook: guitarra y mandolina
- Buddy Emmons: steel guitar
- Kenneth Buttrey: batería
- Jerry Carrigan: batería
- Hargus "Pig" Robbins: piano
- Bobby Ogdin: órgano y piano eléctrico
- Billy Sanford: guitarra
- Henry Strzelecki: bajo y coros
- Mitch Humphries: órgano y coros
- Steve Gibson: guitarra
- Steve Schaffer: bajo
- Clifford Robertson: órgano
- Beegie Adair: piano
- Todd Cerney: coros
- Buzz Cason: coros
- Buster Phillips: batería

## Listas de éxitos
| País   | Posición |
| ------ | -------- |
| Canadá | 24       |